# Касано деле Мурђе
Касано деле Мурђе (итал. Cassano delle Murge) је насеље у Италији у округу Бари, региону Апулија.
Према процени из 2011. у насељу је живело 12321 становника. Насеље се налази на надморској висини од 332 м.

## Географија
| Клима (Касано деле Мурђе)   | Клима (Касано деле Мурђе) | Клима (Касано деле Мурђе) | Клима (Касано деле Мурђе) | Клима (Касано деле Мурђе) | Клима (Касано деле Мурђе) | Клима (Касано деле Мурђе) | Клима (Касано деле Мурђе) | Клима (Касано деле Мурђе) | Клима (Касано деле Мурђе) | Клима (Касано деле Мурђе) | Клима (Касано деле Мурђе) | Клима (Касано деле Мурђе) | Клима (Касано деле Мурђе) |
| Показатељ \ Месец           | .Јан.                     | .Феб.                     | .Мар.                     | .Апр.                     | .Мај.                     | .Јун.                     | .Јул.                     | .Авг.                     | .Сеп.                     | .Окт.                     | .Нов.                     | .Дец.                     | .Год.                     |
| --------------------------- | ------------------------- | ------------------------- | ------------------------- | ------------------------- | ------------------------- | ------------------------- | ------------------------- | ------------------------- | ------------------------- | ------------------------- | ------------------------- | ------------------------- | ------------------------- |
| Апсолутни максимум, °C (°F) | 18,4 (65,1)               | 21,4 (70,5)               | 23,6 (74,5)               | 28,4 (83,1)               | 34,2 (93,6)               | 40,8 (105,4)              | 41,8 (107,2)              | 40,2 (104,4)              | 36,2 (97,2)               | 32,2 (90)                 | 23,8 (74,8)               | 20,0 (68)                 | 41,8 (107,2)              |
| Средњи максимум, °C (°F)    | 10,2 (50,4)               | 10,6 (51,1)               | 13,1 (55,6)               | 16,5 (61,7)               | 22,2 (72)                 | 26,9 (80,4)               | 29,8 (85,6)               | 29,6 (85,3)               | 25,3 (77,5)               | 19,8 (67,6)               | 14,4 (57,9)               | 11,3 (52,3)               | 29,8 (85,6)               |
| Средњи минимум, °C (°F)     | 2,2 (36)                  | 2,1 (35,8)                | 3,6 (38,5)                | 5,8 (42,4)                | 10,1 (50,2)               | 14,0 (57,2)               | 16,6 (61,9)               | 16,7 (62,1)               | 13,6 (56,5)               | 10,3 (50,5)               | 6,1 (43)                  | 3,4 (38,1)                | 2,1 (35,8)                |
| Апсолутни минимум, °C (°F)  | −9,8 (14,4)               | −9,4 (15,1)               | −8,2 (17,2)               | −2,8 (27)                 | 1,4 (34,5)                | 7,0 (44,6)                | 9,0 (48,2)                | 8,6 (47,5)                | 4,6 (40,3)                | −0,6 (30,9)               | −5,2 (22,6)               | −7,2 (19)                 | −9,8 (14,4)               |
| Количина падавина, mm (in)  | 50,2 (19,76)              | 71,2 (28,03)              | 60,5 (23,82)              | 45,7 (17,99)              | 43,4 (17,09)              | 29,5 (11,61)              | 23,6 (9,29)               | 32,2 (12,68)              | 45,4 (17,87)              | 67,7 (26,65)              | 67,0 (26,38)              | 60,1 (23,66)              | 596,5 (234,83)            |
| [ тражи се извор ]          |                           |                           |                           |                           |                           |                           |                           |                           |                           |                           |                           |                           |                           |

## Становништво
| 1931. | 1936. | 1951. | 1961. | 1971. | 1981. | 1991.  | 2001.  | 2011.  |
| ----- | ----- | ----- | ----- | ----- | ----- | ------ | ------ | ------ |
| 6.386 | 6.449 | 7.280 | 7.167 | 7.110 | 7.877 | 10.460 | 11.958 | 14.270 |